# Diego Macedo
Diego Macedo (ur. 8 maja 1987 w Americanie) – brazylijski piłkarz występujący na pozycji pomocnika.

## Kariera piłkarska
Od 2004 roku występował w Rio Branco, SC Braga, Londrina, União Barbarense, Ceilândia, Brasiliense, Bragantino, Atlético Mineiro, Ceará, Linense, Guaratinguetá, Corinthians Paulista, EC Bahia i Hokkaido Consadole Sapporo.